# Agrínio
Agrinio (grego : Αγρίνιο, pronúncia [aˈɣrinio], latim: Agrinium) é a maior cidade e município da unidade regional Aetolia-Acarnania da Grécia, com 106.053 habitantes. É o centro econômico de Etólia-Acarnânia, embora sua capital seja a cidade de Mesolonghi. A cidade remonta aos tempos antigos. A Agrinio antiga ficava a três quilômetros a nordeste da cidade atual; algumas muralhas e fundações foram escavadas. Nos tempos medievais e até 1836, a cidade era conhecida como Vrachori (Βραχώρι). 
A maioria da população local trabalhou por um período importante na indústria do tabaco, desde as últimas décadas do século XIX até o final do século XX. Grandes empresas de tabaco foram fundadas na cidade, incluindo os famosos Papastratos, ao lado de Panagopoulos e Papapetrou. A cidade também é conhecida agrícolamente por sua produção de azeitonas. 
O município ampliado Agrinio foi formado na reforma do governo local de 2011 pela fusão dos 10 ex-municípios seguintes, que se tornaram unidades municipais: Agrinio; Angelokastro; Arakynthos; Makryneia; Neapoli; Panaitoliko; Parakampylia; Paravola; Stratos e Thestieis. O município possui uma área de 1229.330 km2, a unidade municipal 162.728 km2.